# Gallus gallus domesticus
Il pollo (Gallus gallus domesticus Linnaeus, 1758) è un uccello domestico, il più allevato e commercializzato di tutti gli animali (stimati in 23 miliardi di polli vivi). 

## Storia
Derivante da varie specie selvatiche di origini indiane, la sua presenza è documentata dal 4000 a.C. nella piana dell'Indo, da cui (attraverso la Persia) è giunto in Grecia e quindi in Europa.
Darwin attribuì la paternità solo al Gallus gallus bankiva per varie motivazioni, tra cui la somiglianza del colore del piumaggio con quello di alcune razze domestiche, la variabilità delle sottospecie di Gallus gallus a seconda del luogo di diffusione e la fecondità delle uova derivanti dall'accoppiamento con i polli domestici.
Questa posizione è notevolmente mutata nel corso del ventesimo secolo a seguito di esperienze di ibridazione effettuate con le altre specie selvatiche. Oggi si può affermare che alla creazione del pollo domestico hanno contribuito varie specie. I polli sono sempre stati allevati per moltissimi scopi: carne, uova, piume, compagnia, gare di combattimento tra galli, motivazioni religiose, sportive od ornamentali.

## Definizioni
Il maschio riproduttore è più propriamente chiamato gallo, la femmina gallina; quando quest'ultima alleva i pulcini viene detta chioccia.
A seconda dell'età, del peso e della razza il pollo viene definito anche:
- pulcino, fino a 3-5 mesi e un peso di 500 g;
- pollo di grano, fino a 1 anno e 1 kg di peso;
- pollo o pollastra, fino a maturità e un peso di 1,5 kg circa;
- galletto, il maschio giovane di circa 6 mesi;
- gallo ruspante, quello al massimo di 10 mesi;
- cappone, il maschio castrato verso i due mesi di età che arriva fino a circa 2,5 kg.

Il termine "pollo" deriva dal latino pullus, cioè animale giovane.

### Caratteristiche

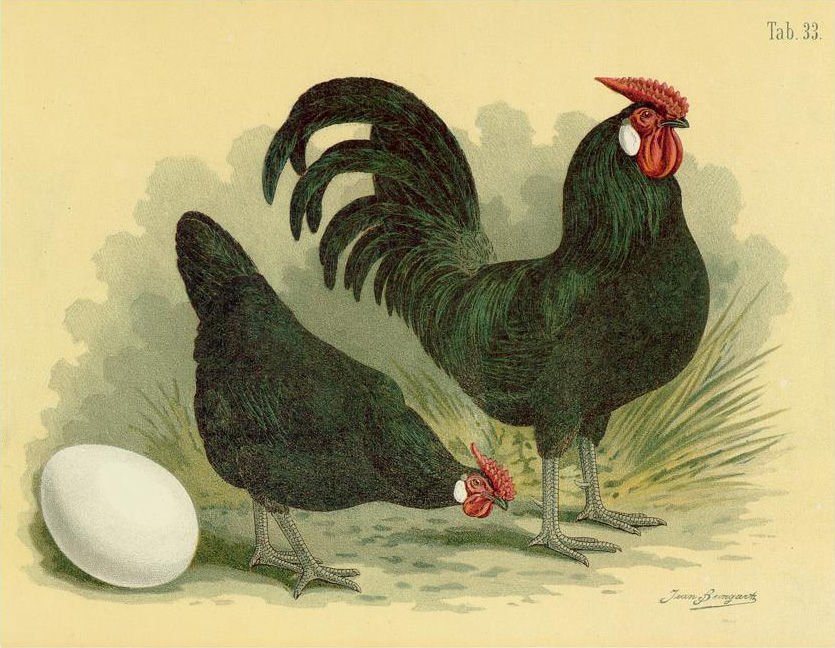
Stampa raffigurante polli Amburgo neri.

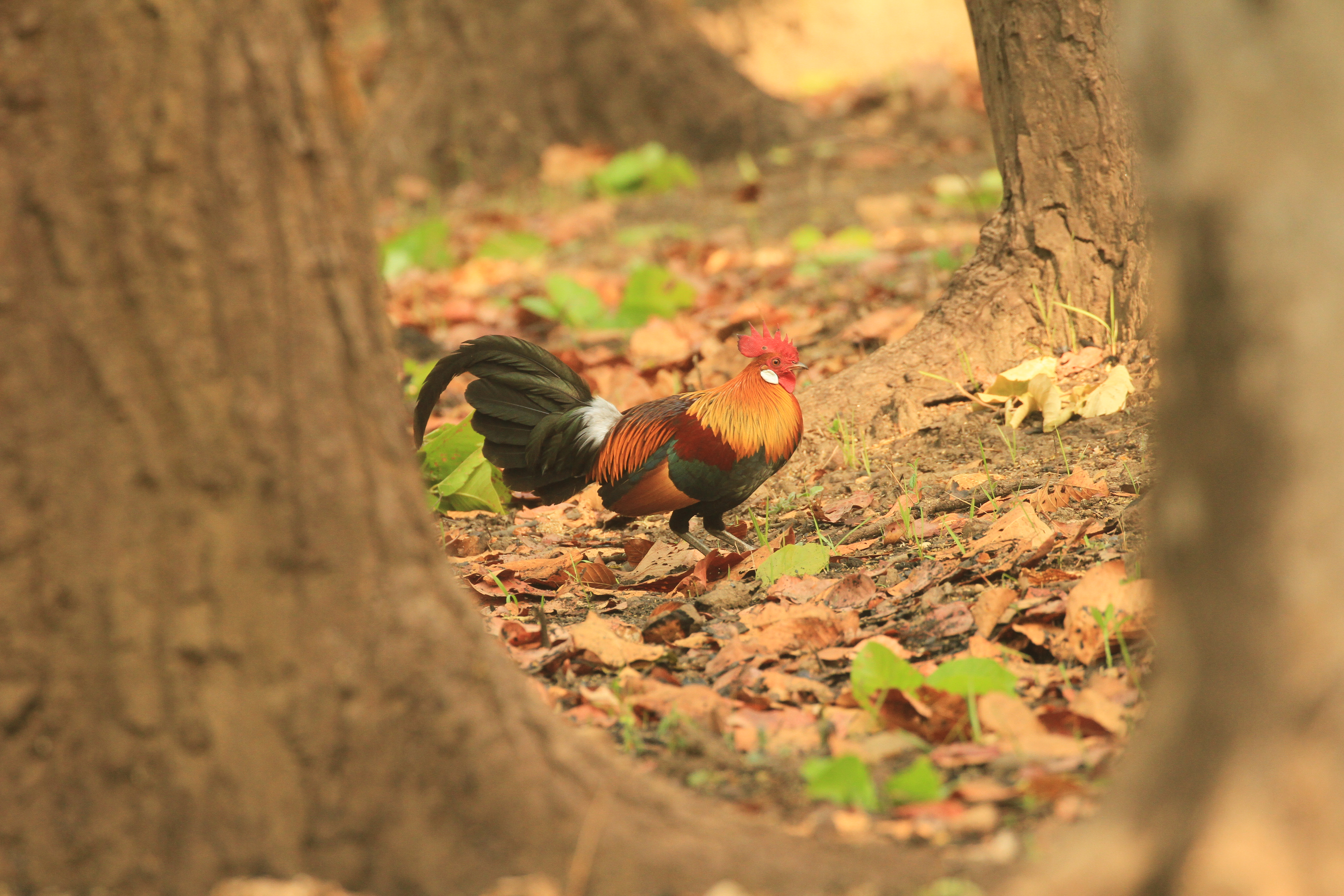
Gallo Bankiva selvatico. Questa specie è l'antenata di molte razze domestiche.

I polli sono onnivori. Quando vivono in libertà, spesso grattano il suolo alla ricerca di semi, insetti e animali come lombrichi, lucertole e piccole serpi.
Una loro caratteristica peculiare è di cercare e beccare anche sabbia, piccoli sassi, granelli di minerali che trovano nel terreno, tanto che nei pollai all'aperto si usa aggiungere regolarmente maceria di riporto; questo comportamento istintivo è dovuto in parte al fatto che ingerendo piccole quantità di minerale il guscio delle uova prodotte risulterà migliore, ma il motivo principale va ricondotto alla digestione, che avviene più facilmente se nello stomaco sono presenti frammenti di roccia che svolgono la funzione dei denti, di cui il pollo è sprovvisto.
In natura i polli possono vivere da cinque a tredici anni a seconda della razza. Negli allevamenti intensivi, i polli da carne generalmente vengono abbattuti all'età di 6-14 settimane.
Le razze selezionate per la produzione di uova possono fornire fino a 300 uova l'anno. Le galline ovaiole, raggiunta l'età di 12 mesi, cominciano a diminuire la capacità produttiva; vengono quindi macellate per ricavare alimenti per l'infanzia, alimenti per animali e altri prodotti alimentari.
Il pollo più vecchio del mondo, secondo il Guinness dei primati, è morto all'età di 16 anni.
I polli non sono in grado di volare se non per brevi tratti, anche se i più leggeri possono spiccare piccoli voli, ad esempio per saltare oltre un recinto o su un ramo.
Sono uccelli gregari e vivono in gruppo, in cui alcune galline si comportano come dominanti, istituendo un preciso "ordine di beccata" che determina la priorità nell'accesso al cibo e nella scelta del luogo dove nidificare.
Se si toglie un gallo o una gallina, si interrompe la gerarchia costituita fino a quando il gruppo non si riorganizza con un nuovo ordinamento. L'aggiunta di nuovi individui (specialmente giovani) a un gruppo già costituito può portare a episodi di violenza e a ferite.

#### Uova
Oltre alla produzione di carne per l'alimentazione, uno dei motivi per cui le galline vengono allevate è la produzione delle uova. Le diverse razze di galline si distinguono anche per la grandezza, il colore e la produzione delle uova che può essere molto differente. Tra le principali razze di galline ovaiole si ricordano i seguenti parametri indicativi:

##### Gradi
| Razza                  | Colore uovo | Peso uovo (g.) | Grandezza uovo (taglia) | Numero di uova annue (max. circa) |
| ---------------------- | ----------- | -------------- | ----------------------- | --------------------------------- |
| Padovana               | Bianco      | 50             | S                       | 200                               |
| Livornese              | Bianco      | 55             | M                       | 300                               |
| Siciliana              | Bianco      | 45             | S                       | 150                               |
| Marans                 | Bruno       | 100            | XL                      | 180                               |
| Australorp             | Bianco      | 50             | S                       | 350                               |
| Barnevelder            | Bruno       | 100            | XL                      | 200                               |
| Valdarno               | Bianco      | 55             | M                       | 200                               |
| Ancona                 | Bianco      | 55             | M                       | 220                               |
| Plymouth Rock          | Crema       | 55             | M                       | 200                               |
| Amrocks                | Crema       | 60             | M                       | 200                               |
| Amburgo                | Bianco      | 55             | M                       | 200                               |
| New Hampshire          | Bianco      | 55             | M                       | 220                               |
| Wyandotte              | Bianco      | 55             | M                       | 220                               |
| Olive Egger            | Verde oliva | 55             | M                       | 200                               |
| Sussex                 | Bianco      | 55             | M                       | 260                               |
| Rhode Island           | Bianco      | 55             | M                       | 260                               |
| Lakenfelder            | Bianco      | 55             | M                       | 180                               |
| Vorwerk                | Crema       | 55             | M                       | 180                               |
| Dominicana             | Bianco      | 55             | M                       | 230                               |
| Polverara              | Bianco      | 40             | S                       | 150                               |
| Legbar                 | Azzurro     | 50             | S                       | 200                               |
| Spagnola faccia bianca | Bianco      | 60             | M                       | 180                               |

Le galline cercano di stabilirsi in nidi che già contengono uova, ed è noto che talvolta prelevano uova da altri nidi e le spostano nel loro.
Alcuni allevatori usano uova finte per incoraggiare le galline a nidificare in una determinata posizione.
Un gruppo di polli, perciò, utilizzerà soltanto poche posizioni di cova preferite, piuttosto che avere un nido specifico per ciascun individuo.
Le galline possono anche essere molto ostinate nel conservare la stessa posizione. Talvolta due o più galline cercano di condividere lo stesso nido nello stesso momento. Se il nido è piccolo o se una delle galline è particolarmente determinata, può accadere che si sistemino nello stesso nido una sopra l'altra.
Il verso prodotto dalla gallina è detto "chiocciare".

## Classificazione delle razze domestiche

### Sistemi di classificazione

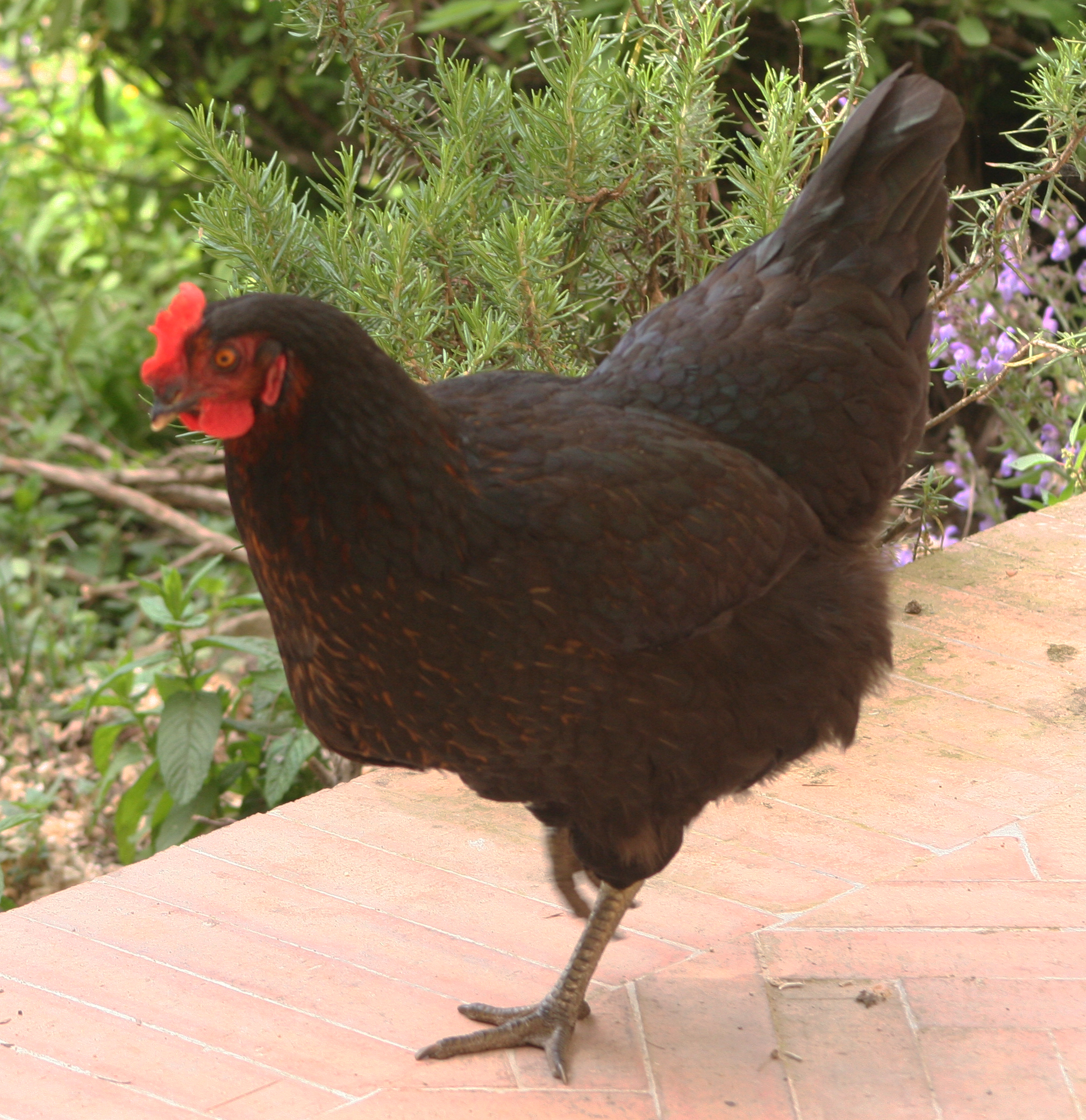
Una gallina di razza "Valdarno"

Oggi, nella maggior parte degli standard delle razze pure avicole, queste vengono classificate in base al paese di provenienza. In passato (e in misura minore ancora oggi in alcuni libri e riviste) le razze erano suddivise secondo vari metodi, a seconda delle esigenze del lettore. Una delle classificazioni più note è quella stilata in base allo scopo per cui viene allevata una razza:
- Razze da uova (es. Livorno, Ancona, Amburgo, Redcap, Campine, Lakenvelder, etc.);
- Razze da carne (es. Jersey Giant, Valdarnese, North Holland Blue, Orpington, Dorking, Cornish, Sussex etc.);
- Razze a duplice attitudine (es. New Hampshire, Rhode Island, Plymouth rock, etc.);
- Razze ornamentali (es. Cocincina, Brahma, Phoenix e tutte le Bantam);
- Razze da combattimento (es. English Game, Combattente di Bruges, Ko Shamo, etc.).

Oppure la suddivisione può essere fatta in base al peso e alle dimensioni:
- Razze nane "autentiche" (es. Chabo, Pechino, Bantam di Giava, Pictave, Sebright, etc.);
- Razze nane "miniaturizzate" (tutte le razze considerate miniature di razze di grossa taglia);
- Razze leggere (es. Amburgo, Ancona, Lakenvelder, Livorno, Siciliana, Valdarno, Vorwerk, etc.);
- Razze intermedie (es. Barnevelder, Australorp, Sussex, New Hampshire, Marans, etc.);
- Razze pesanti e giganti (es. Cocincina, Brahma, Jersey Giant, Langshan, etc.).

Inoltre, la classificazione può avvenire in base al colore delle zampe, al colore della pelle, al tipo di cresta, o al colore delle uova.

### Classificazione americana

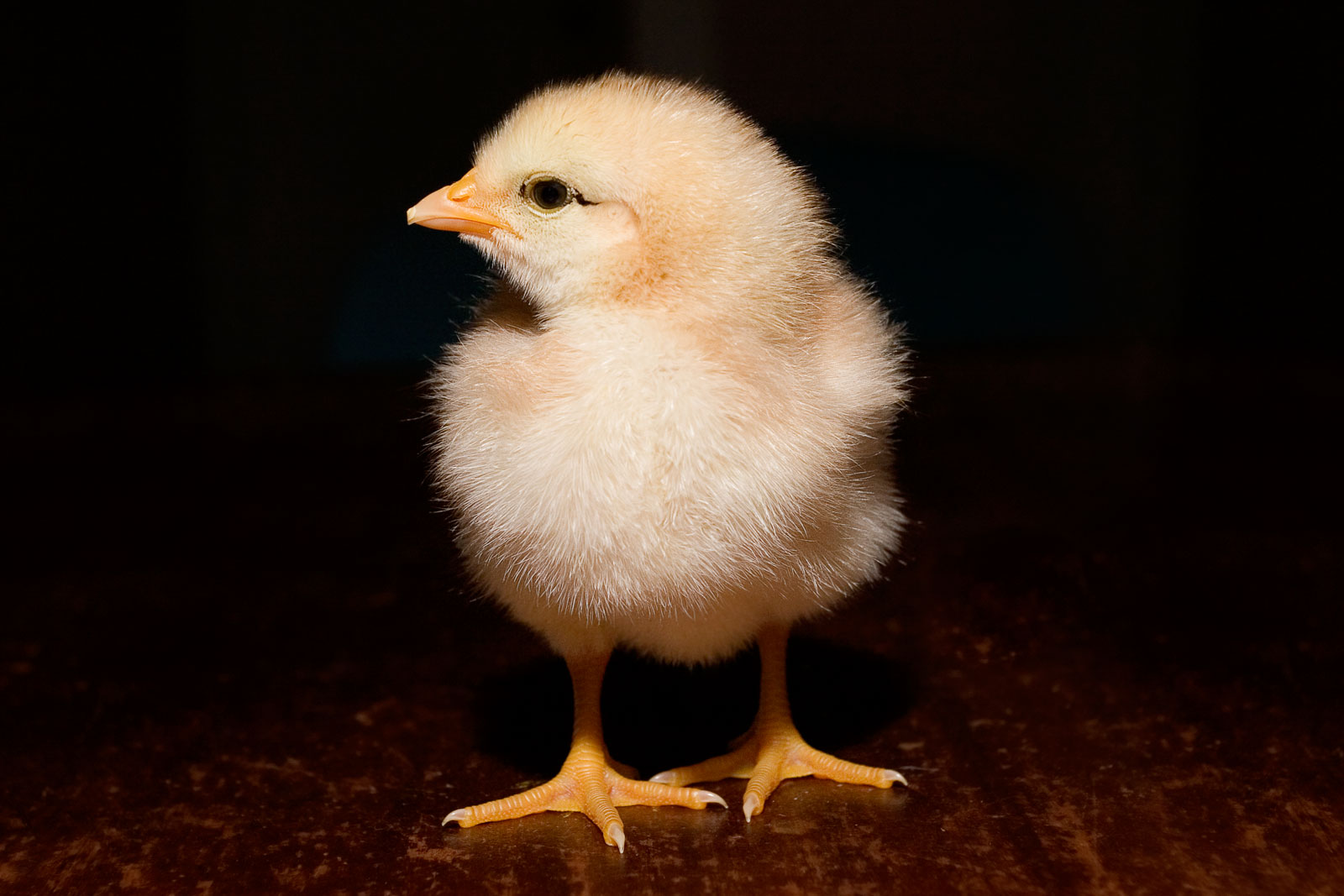
Pulcino nel primo giorno di vita

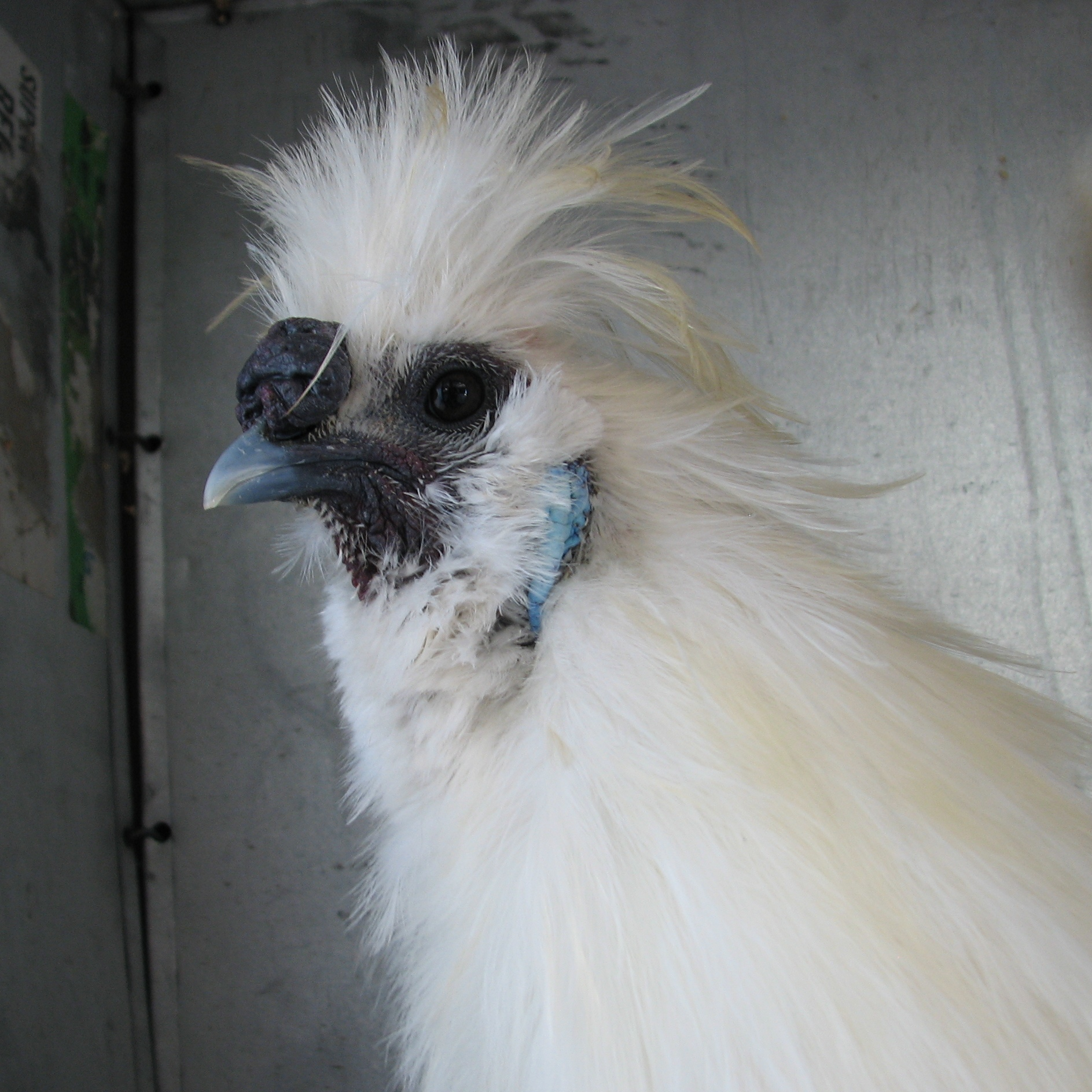
La moroseta ha la cresta a mora e un caratteristico e unico piumaggio serico, simile al pelo di un mammifero

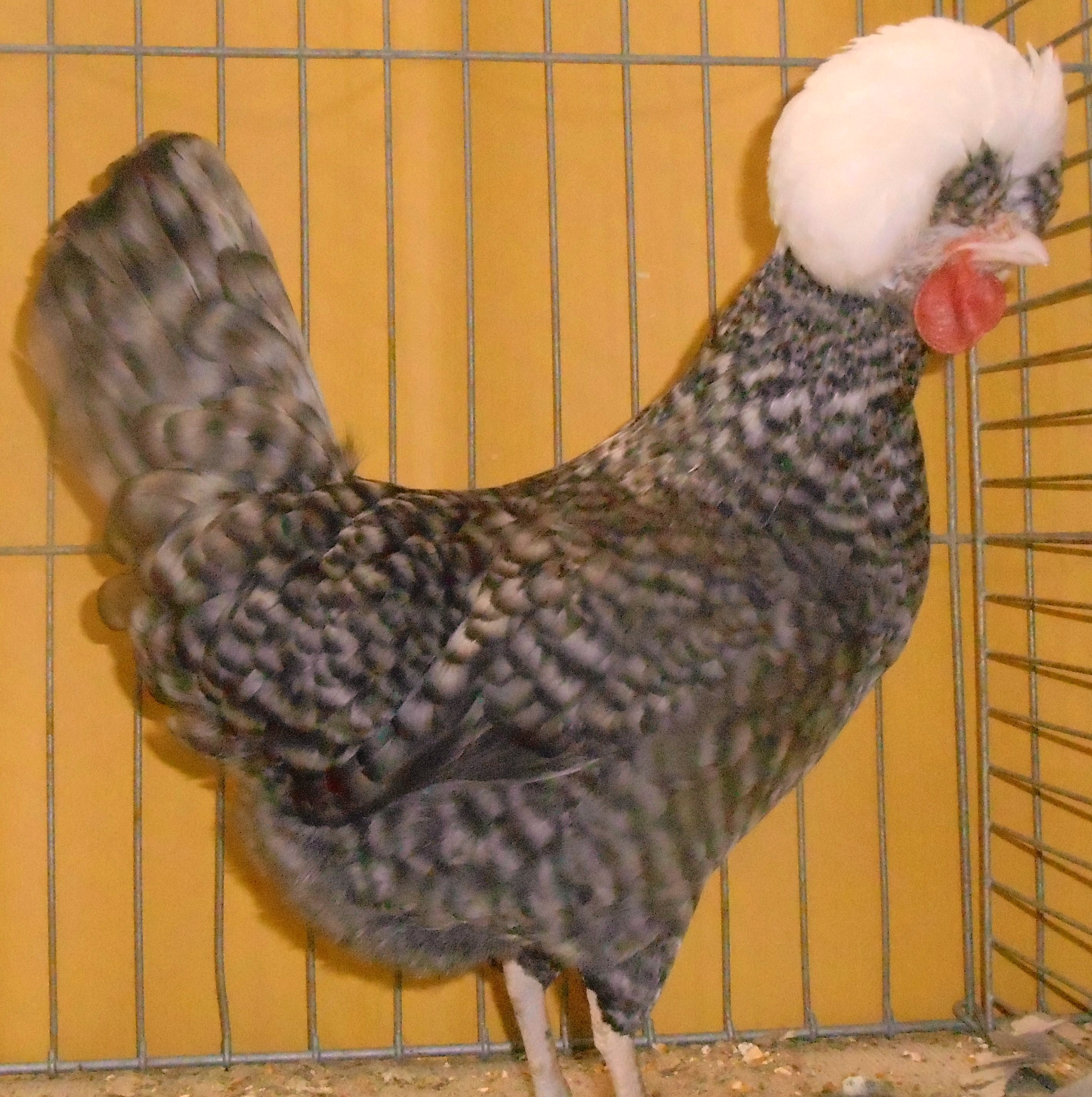
Gallina Olandese Ciuffata colorazione Sparviero a Ciuffo Bianco. Molte razze ciuffate non possiedono la cresta.

L'American Poultry Association suddivide le razze principalmente in due grandi categorie: quella delle razze grandi e quella delle razze nane, ed entrambe queste categorie sono suddivise in varie classi.

#### Razze grandi
- Classe americana (Jersey Giant, Delaware, New Hampshire, Rhode Island, Plymouth rock, etc.);
- Classe asiatica (Cocincina, Brahma, Langshan, etc.);
- Classe inglese (Australorp, Sussex, Dorking, Orpington, Norfolk Grey, etc.);
- Classe mediterranea (Livorno, Ancona, Minorca, Andalusa, Spagnola a faccia bianca, etc.);
- Classe continentale (Faverolles, Marans, Olandese ciuffata, Braekel, Breda, etc.);
- Classe di tutte le altre razze (Moroseta, Collo nudo di Transilvania, Sumatra, Sultana, etc.).

#### Razze nane
- Classe da combattimento (Aseel nana, Cornish nana, Ko Shamo nana, Ko Gunkey, Combattente malese nana, etc.);
- Classe a cresta semplice e zampe nude (Olandese nana, Pictave, Tournaisis, Livorno nana, Ancona nana, etc.);
- Classe a cresta a rosa e zampe nude (Bantam di Giava, Sebright, Wyandotte nana, Amburgo nana, Barbuta d'Anversa, etc.);
- Classe con tutti gli altri tipi di cresta e a zampe nude (La Flèche nana, Padovana nana, Barbuta di Watermael, Olandese ciuffata nana, etc.);
- Classe a zampe piumate (Nana calzata, Faverolles nana, Brahma nana, Cocincina nana, Birmana nana, Barbuta di Uccle, etc.).

### Classificazione per colore delle zampe
- Zampe bianche (es. Orpington, Faverolles);
- Zampe rosate (es. Crèvecoer);
- Zampe nere (es. Andalusa, Orpington nera);
- Zampe gialle (es. Livorno, Plymouth rock, Rhode Island).

### Classificazione per forma della cresta
- Cresta semplice (es. Livorno, Plymouth rock, Rhode Island);
- Cresta a rosa (es. Wyandotte, Rhode Island);
- Cresta a pisello (tripla) (es. Cornish);
- Cresta a cornetti (es. La Flèche);
- Cresta a coppa (es. Siciliana).

### Classificazione per forma
Proposta nel 1905 da Alessandro Ghigi, tiene conto di alcune caratteristiche morfologiche, biologiche e fisiologiche a prescindere dal luogo di origine:
- Razze omeosome: uova a guscio bianco, precoci (5-5,5 mesi), rapido impennamento (kk e k-), attitudine: produzione uova;
- Razze eterosome: uova a guscio rosso-beige, tardive (8 mesi), impennamento tardivo (KK e K-), grossa mole, attitudine: produzione carne;
- Razze intermedie: derivano da incroci fra razze che appartengono alle precedenti categorie.

## Razze

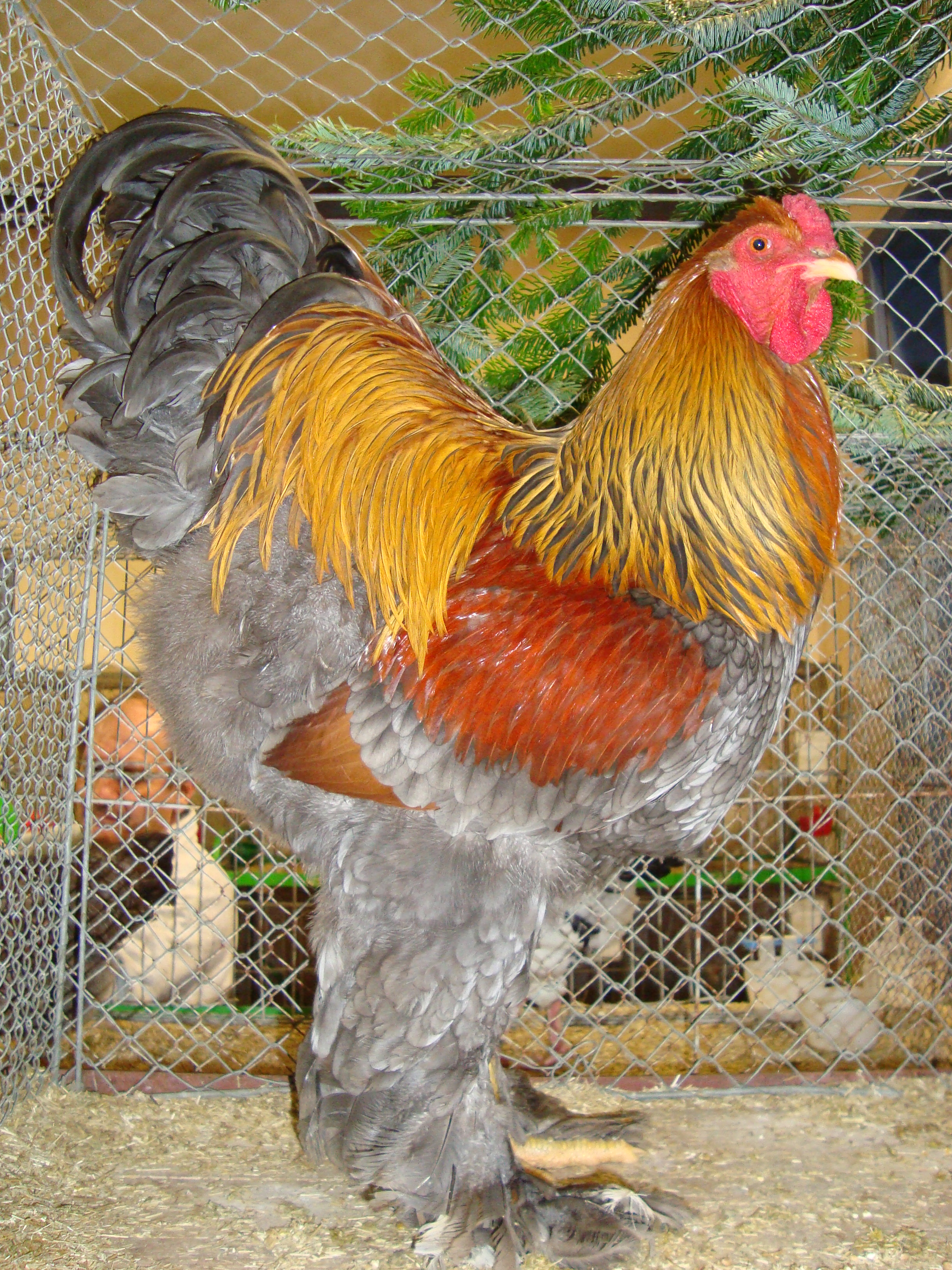
Gallo Brahma Perniciato a maglie blu.

### Razze asiatiche
- Brahma
- Chabo
- Cocincina
- Phoenix Onagadori

### Razze britanniche
- Orpington
- Sebright
- Spagnola a faccia bianca (Origine ispano-inglese)
- Sussex

### Razze italiane
- Ancona
- Boffa
- Ermellinata di Rovigo
- Livorno
- Millefiori di Lonigo
- Padovana
- Pepoi
- Polverara
- Robusta lionata
- Robusta maculata
- Siciliana
- Valdarnese bianca
- Valdarno
- Mugellese
- Romagnola
- Bionda piemontese

### Razze olandesi

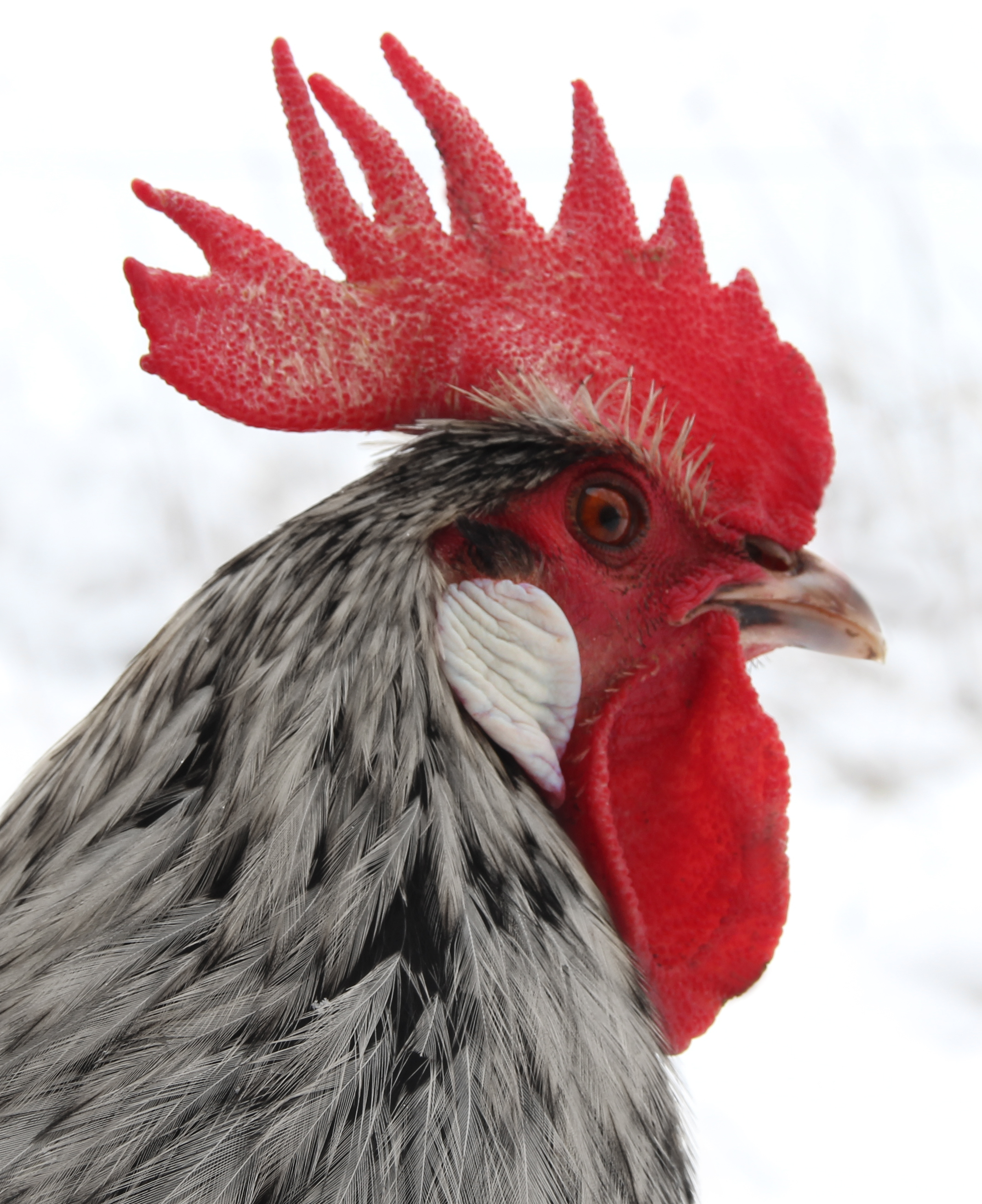
Canterino di montagna, nero tassellato argento

- Barnevelder
- Civetta barbuta olandese
- Olandese ciuffata
- Lakenvelder
- Nana calzata

### Razze statunitensi
- New Hampshire
- Rhode Island
- Plymouth rock

### Razze tedesche
- Amburgo
- Canterino di montagna
- Vorwerk

## Pulcini
Il termine "pulcino", generico per i piccoli di uccelli, viene sovente associato specificamente ai piccoli della gallina. Il periodo di cova dura all'incirca 3 settimane (nella cultura contadina si suol dire "21 giorni"), lo svezzamento dei pulcini circa un paio di mesi. Durante questo periodo, nel quale la chioccia è particolarmente aggressiva nei confronti di estranei, i piccoli passeranno dalla calugine neonatale alle prime penne.

## Combattimento fra galli

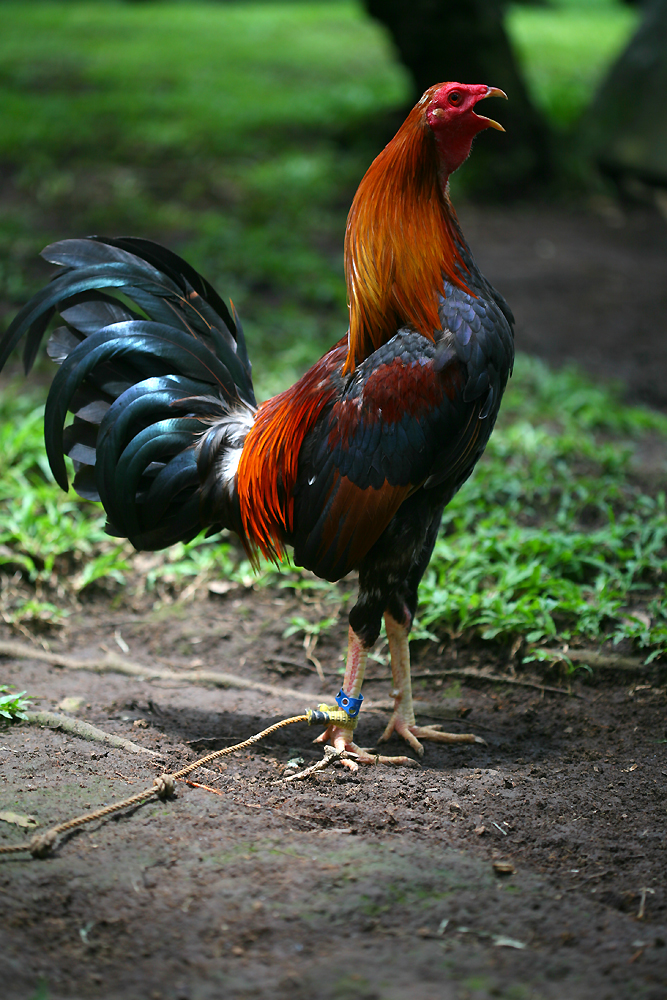
Un gallo da combattimento nelle Filippine

Il combattimento fra galli, che si svolge in un gallodromo, è abbastanza diffuso in quasi tutti i continenti. Se ne possono trovare esempi nel Nord della Francia, nell'isola di Réunion, in Thailandia, in Cambogia, nelle Filippine, in Nordamerica, in Centroamerica e Sudamerica. In Gran Bretagna i galli da combattimento furono introdotti all'epoca della conquista romana, e tuttora la razza dei combattenti inglesi è particolarmente apprezzata, tanto nelle forme normali quanto in quelle nane.

## Nomi regionali
Nella lingua italiana il termine pollo identifica nel parlato comune l'animale inteso come prodotto alimentare. Per indicare la specie, sia in italiano che nelle varie forme dialettali e nelle lingue regionali, vengono più spesso usati i termini gallina e gallo.

## Religione e mito
Il gallo ha una diffusa tradizione presso varie civiltà. Presso i Siriaci e gli Egizi era considerato simbolo del sole poiché vede e annuncia l'astro del giorno ancor prima del suo sorgere, e analogamente simbolo del dio del fuoco. Presso i Greci era sacro sia ad Apollo,  come dio del sole, sia a Pallade Atena, simbolo della vigilanza e del tramonto del sole (accanto alla civetta), sia a Marte come prototipo della combattvità e della prontezza alla lotta (il canto del gallo era un ottimo auspicio per le imprese belliche); inoltre era sacro ad Ermes, a Esculapio, a Demetra e a Persefone.Con funzioni di guardiano e capace di svegliare il sonno, appare nella mitologia nordica e nel culto romano degli dei tutelari della casa.
Da qui anche il racconto biblico della negazione di San Pietro, al quale il gallo ricorda con il suo triplice canto il suo predetto diniego (Vangelo di Matteo, 26, 30, ss.; Vangelo di Marco, 14, 26, ss.). Il gallo si ritrova così nell'arte paleocristiana, come, ad esempio, sui mosaici della Basilica di Santa Maria Assunta ad Aquileia dove la lotta tra il gallo e la tartaruga simboleggia la lotta della luce (Cristo) contro le tenebre (tartaruga si riferisce a "tartarus" = averno, regno dei morti).
Nel periodo dell'arte romanica il gallo compare sui campanili in varie parti d'Europa, dapprima in Italia, Inghilterra e Germania. È simbolo della vigilanza, del risveglio a una vita più spirituale; tuttavia in rapporto al ruolo che svolge nel pollaio, diventa anche il segno della virilità e della sensualità. Sono presenti anche scene di lotta fra galli nelle sculture medievali: il combattimento dei galli appartiene alla simbologia del giudizio.